# 印南 (佐倉市)
印南（いんなん）は、千葉県佐倉市の大字。郵便番号285-0822。

## 地理
北は角来、北東は田町、東は鏑木町、南東は寺崎、南西は飯重、北西は江原新田に隣接している。

## 小・中学校の学区
市立小・中学校に通う場合、学区は以下の通りとなる。
| 地域 | 小学校             | 中学校             |
| ---- | ------------------ | ------------------ |
| 全域 | 佐倉市立印南小学校 | 佐倉市立臼井中学校 |

## 施設
- 佐倉市立印南小学校